# Debar
Debar (mazedonisch Дебар; albanisch Dibra, indefinit Dibër; türkisch Debre) ist eine Kleinstadt im Westen Nordmazedoniens. Sie ist Amtssitz der nach ihr benannten Opština (albanisch Komuna), die neben der Stadt noch 17 Dörfer umfasst. Die Grenze zu Albanien ist etwa fünf Kilometer im Nordwesten entfernt.
Debar war vor dem Zerfall des Osmanischen Reiches und somit vor der Grenzziehung zwischen Albanien und Jugoslawien im frühen 20. Jahrhundert eine der wichtigsten Städte der Albaner. Von hier kamen bekannte Revivalisten der albanischen Nationalbewegung. Skanderbeg – heute albanischer Nationalheld – stammte aus der Region Dibra und leistete mit seiner Liga von Lezha gegen die Türken einen langen Widerstandskampf. Viele der Schlachten der Liga wurden in der Umgebung ausgetragen.
Heute ist Debar eine von Auswanderung stark betroffene Stadt. Die Straßeninfrastruktur ist desolat, es gibt so gut wie keine Arbeitsplätze und für viele Jugendliche ist das Verlassen ihrer Heimatstadt der einzige Ausweg in ihrer Perspektivlosigkeit. Vom einstigen Glanz zeugen nur einzelne erhaltene Gebäude in der Altstadt und einige Statuen und Büsten berühmter Persönlichkeiten.

## Geographie

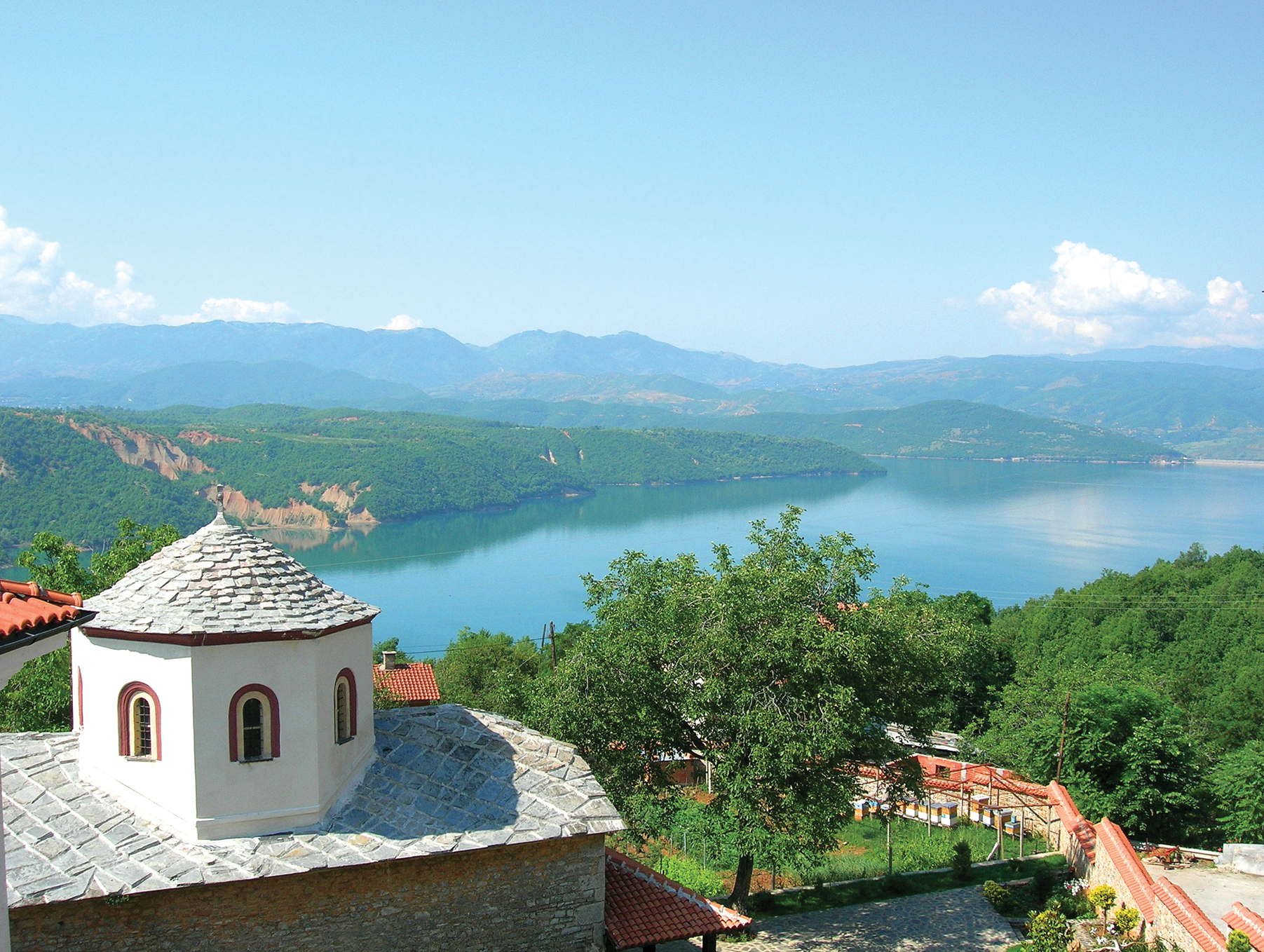
Blick auf den Debarsee

Debar liegt auf einem Hügel rund 100 Meter oberhalb des Debarsees in einer historischen Region, die nach ihr, Dibra, benannt ist. Bis zur albanischen Grenze sind es nur fünf Kilometer und nach Peshkopia in Albanien, der wichtigsten Stadt der Region auf albanischer Seite, rund 25 Kilometer. Zur Hauptstadt Skopje sind es etwa 130 Kilometer.
Nordöstlich der Stadt befindet sich der Mavrovo-Nationalpark, der flächenmäßig größte Nationalpark in Mazedonien. Er liegt heute in den Grenzen der neugebildeten Gemeinde Mavrovo und Rostuša. Nördlich von Debar erhebt sich das Korabgebirge mit dem höchsten Berg Mazedoniens, dem Golem Korab (alb. Maja e Korabit), mit 2764 m. i. J.
Südöstlich trifft man auf das Stogovo-Gebirge (alb. Stogova) mit der gleichnamigen höchsten Spitze auf 2318 m. i. J.
Am Drin flussaufwärts Richtung Süden gibt es bis ins Struga-Tal enge Schluchten, die teilweise vom Debar- und Globočicasee gespeist werden.

## Bevölkerung
In der Stadt wohnen 14.561 Menschen, zusammen mit den umliegenden Dörfern, die mit der Stadt die Opština von Debar bilden, sind es 19.542 Einwohner (Stand: 2002).
Die ethnische Verteilung für die Stadt fiel im Jahr 2002 wie folgt aus: 10.768 Albaner (73,95 %), 1.415 Türken (9,72 %), 1.079 Roma (7,41 %), 1.054 ethnische Mazedonier (7,24 %) und 245 Personen anderer Herkunft (1,68 %).
94,52 Prozent der Stadteinwohner sahen sich 2002 als Muslime. Von den ethnischen Mazedoniern war ein großer Teil Torbeschen. 4,72 Prozent waren orthodoxe Christen und je 0,38 Prozent bezeichneten sich als römisch-katholisch oder hatten einen anderen Glauben.

## Geschichte

### Etymologie
Im 5. Jahrhundert v. Chr. als Dober erstmals erwähnt, veränderte sich der Name der Stadt im Laufe der Geschichte nur wenig. Auf Mazedonisch wird sie heute Debar (Kyrillisch Дебар), auf Albanisch Dibra (bestimmte Form, unbestimmte Form: Dibër) und auf Türkisch Debre genannt. Während der osmanischen Besatzung wurde der türkische Name auch in erweiterter Form als Debre-i Bâlâ (osmanisch دبرهء بالا) benutzt. Auf Bulgarisch wird der Stadtname Дебър geschrieben. Griechisch heißt die Stadt Dívrē (Δίβρη) oder Dívra (Δίβρα).

### Antike
Erstmals wird Debar im 5. Jahrhundert v. Chr. von Herodot als Ort Dober erwähnt. Im 1. Jahrhundert n. Chr. nennt Strabon einen illyrischen Stamm der Doberer, welcher in der Region des Ortes Dober siedelte. Ptolemäus beschreibt auf einer seiner Karten den Ort Doberus/Dober, der vom illyrischen Stamm der Doberer besiedelt wird, ebenfalls. Archäologische Ausgrabungen haben gezeigt, dass das antike Dober identisch mit der heutigen Stadt ist und somit der Vorgänger von Debar war, das in seiner Region ein bedeutendes Handelszentrum war.
Während der römischen Zeit wuchs der Ort zu einer kleinen Stadt mit dem Namen Deborus, das an einer Römerstraße lag. Als die Byzantiner das Gebiet eroberten, wurde eine Burg errichtet.
Aus der Nähe von Debar stammt ein bedeutender spätantiker Grabfund, das Grab von Taraneš.

### Mittelalter und Osmanen
Die Stadt Debar spielte im Mittelalter für den albanischen Widerstand gegen die Osmanen eine wichtige Rolle. Die von Skanderbeg – einem christlichen Fürsten aus der Region Mat – 1444 gegründete Liga von Lezha hatte ihre Ursprünge in Debar. 1443 trafen sich dort schon einige albanische Fürsten, um sich gegen den gemeinsamen Feind zu verbünden. Man kann deswegen sagen, dass Debar Entstehungsort des albanischen Kampfes gegen die osmanische Expansion war.
Im Jahr 1502 ist die Stadt unter dem Namen Dibri von Felix Petancic erwähnt, einem Gesandten von Vladislav II., dem König von Ungarn, Böhmen und Kroatien.
Zu einem regionalen Zentrum mit großem Markt und vielen Läden entwickelte sich der Ort während der osmanischen Herrschaft. In diese Zeit fällt auch die Entstehung der Kunstschule von Debar, die vor allem für ihre Holzschnitzereien und Ikonostase bekannt war.

### Erwachen des Nationalismus
Für die Geschichte der Albaner spielt Debar eine bedeutende Rolle. Im Jahr 1844 fand dort eine große Schlacht zwischen osmanischen Truppen unter dem Feldherr Hajredin Pascha und albanischen Aufständischen unter der Führung von Iljaz Pascha Qoku statt. Hajredin Pascha war vorher mit der Aufgabe aus Konstantinopel gesandt worden, in Debar Gesetzesänderungen und die Entsendung junger albanischer Männer in die osmanische Hauptstadt durchzusetzen. Die Bürger von Debar wehrten sich jedoch gegen diese Forderungen und der Aufstand breitete sich in die ganze Region aus. Laut den Berichten gab es insgesamt etwa 12.000 Tote. Die Gräber der gefallenen Soldaten befinden sich nahe der Innenstadt von Debar, wo sie denkmalgeschützt sind.
In der albanischen Volkskultur wird dieser Schlacht mit einem epischen Lied gedacht, das die Tapferkeit der albanischen Soldaten zu ihrem Widerstand gegen die osmanischen Machthaber besingt.
Gemäß § 10 des Fermans zur Errichtung des Bulgarischen Exarchats trat nach einer abgehaltenen Volksbefragung im Jahre 1897 die christliche Bevölkerung in der Stadt und Region der Bulgarischen-orthodoxen Kirche bei. In der Folge wurde Debar Zentrum einer Eparchie des Bulgarischen Exarchats, das hier für die bulgarische Bevölkerung ein Gymnasium und drei Grundschulen leitete. Vom Anfang des 20. Jahrhunderts sind mehrere Aufstände gegen den Sultan bekannt. In dieser Zeit beträgt die Einwohnerzahl um die 15.000, wobei die Albaner die Mehrheit stellten.

### Zeit unter Jugoslawien
Nach der Ausrufung der albanischen Unabhängigkeit am 28. November 1912 war die Mehrheit der Bürger für die Zugehörigkeit ihrer Stadt zu diesem neuen Staat. Serbien konnte aber bei den Großmächten (Londoner Vertrag von 1913) durchsetzen, dass Debar sowie das gesamte albanischsprachige Gebiet der heutigen Republik Mazedonien unter seine Herrschaft kommt. Im September 1913 brach in der Region der Ohrid-Debar-Aufstand aus. Er wurde vom Bulgarischen Makedonien-Adrianopeler Revolutionären Komitee sowie von der albanischen Bevölkerung organisiert und richtete sich gegen die neue serbische Herrschaft. Durch die Lage unmittelbar an der Grenze wurde Debar vom größten Teil seines Hinterlands (Dibra) auf der albanischen Seite abgeschnitten und umgekehrt waren die Dörfer in Albanien nun von ihrem Handelszentrum isoliert. Während des Zweiten Weltkrieges schlug Italien 1941 das Gebiet dem von Italien besetzten Albanien zu. Seit 1944 gehörte die Stadt zur jugoslawischen Teilrepublik Mazedonien (Sozialistische Republik Mazedonien) und seit 1991 zur unabhängigen Republik Mazedonien.

## Sehenswürdigkeiten und Naturlandschaften

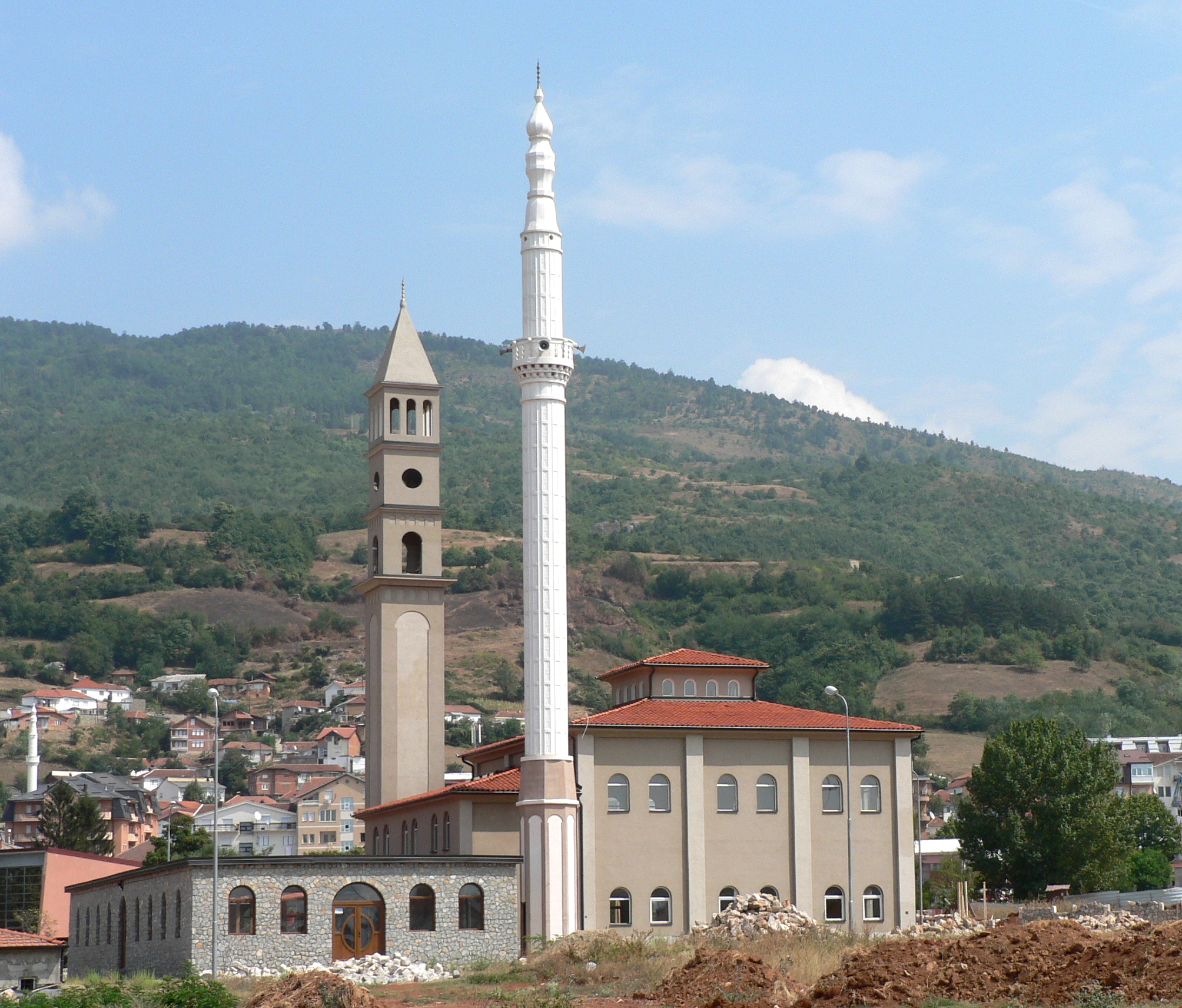
Uhrturm-Moschee

Die wichtigsten Sehenswürdigkeiten sind der Uhrturm (Sahat-Kula) und einige Moscheen aus osmanischer Zeit. Etwa 25 Kilometer nordöstlich der Stadt liegt das Kloster Sveti Jovan Bigorski aus dem 11. Jahrhundert.
Die Umgebung ist außerdem für ihre vielen Naturlandschaften bekannt. Unter anderem sind der Debarsee und die unberührten Landschaften in seiner Nähe von Bedeutung. Der Skiort Mavrovo und der gleichnamige Nationalpark gehören zu den bekanntesten Naturattraktionen Mazedoniens. Sie befinden sich 20 Kilometer Luftlinie östlich der Stadt. Der Korab ist der höchste Berg des Landes und liegt in nur 28 Kilometer Luftlinie Entfernung.

## Wirtschaft

### Tourismus
In Banište und Kosovrasti, beide etwas außerhalb von Debar, gibt es bis zu 40 °C warme Mineralquellen, die zu Kurzwecken genutzt werden.

## Verkehr
Die Straßeninfrastruktur ist auch im landesweiten Vergleich schlecht. Alle Nationalstraßen sind eng, haben keine Markierungen und sind teilweise über 30 Jahre alt.
Es besteht eine dem Flusslauf des Drins folgende, kurvige und holprige Straße nach Struga im Süden, die in rund einer Stunde erreicht werden kann. Eine weitere führt durch den Nationalpark Mavrovo nach Gostivar im Nordosten. Sie ist etwas länger und im etwa gleichen Zustand. Für Debar selber von Wichtigkeit, aber für Mazedonien eher unbedeutend ist die Straße nach Maqellara und Peshkopia in Albanien. Auch die ist in einem eher schlechten Zustand, obwohl sie die Hauptstraße der Region Dibra ist.
Auch nach Bulqiza und Burrel existiert eine Straße. In Zukunft soll dieser Trasse folgend eine Schnellstraße in die albanische Hauptstadt Tirana entstehen, die im Bau befindliche Rruga e Arbërit. Die Verbindung in den Ballungsraum Tirana-Durrës (mit rund einer Million Einwohnern) ist für viele Einwohner die einzige Hoffnung einer baldigen Erholung der Wirtschaft in der Stadt und Region.
Die ganze Region ist im Winter stark lawinen- und erdrutschgefährdet.

## Persönlichkeiten
- Johann I. Debranin (1018–1037), Erzbischof von Ohrid
- Moisi Arianit Golemi († 1464), Verbündeter Skanderbegs und regionaler Fürst
- Vehbi Dibra (1867–1937), Politiker, muslimischer Geistlicher und Gründervater Albaniens
- Sherif Langu (1877–1956), Politiker und Gründervater Albaniens
- Fiqri Dine (1897–1960), Politiker in Albanien
- Milan Pančevski (1935–2019), jugoslawischer Politiker und letzter Vorsitzender des BdKJ
- Eqrem Basha (* 1948), Schriftsteller